# Biprorulus bibax
Biprorulus bibax ist eine Wanze aus der Familie der Baumwanzen (Pentatomidae). Im Englischen trägt die Wanzenart auch die Bezeichnung Spined Citrus Bug („Dornige Zitruswanze“).

## Merkmale
Die 15 bis 20 Millimeter langen Wanzen sind hellgrün gefärbt. Sie besitzen an den Seiten des Halsschildes spitze schwarze Dornen, die nach außen gerichtet sind.

## Verbreitung
Die Art ist im östlichen Teil Australiens (Queensland, New South Wales, Victoria, South Australia) heimisch.

## Lebensweise
Die Wanzen findet man an Zitruspflanzen wie Grapefruit, Zitrone, Orange und Mandarine, wo sie an den Früchten Fraßschäden verursachen und deshalb als Plage angesehen werden. Ferner gehören zu ihren Wirts- und Futterpflanzen die Australische Wüstenlimette (Eremocitrus glauca) und die Australische Fingerlimette (Microcitrus australasica). Die Gelegegröße variiert zwischen 4 und 36. Die Wanzen durchlaufen in ihrer Entwicklung fünf Nymphenstadien. In New South Wales, Victoria und South Australia bildet die Art gewöhnlich drei Generationen im Jahr, in Queensland vier.

## Natürliche Feinde
Die Eier von Biprorulus bibax werden von mindestens 12 Wespenarten parasitiert. Hierzu zählen die Erzwespen Acroclisoides tectacorisi, Anastatus biproruli, Centrodora darwini, Ooencyrtus und Xenoencyrtus hemipterus sowie Scelionidae wie Psix glabriscrobus, Trissolcus basalis, Trissolcus flavicapsus, Trissolcus latisulcus, Trissolcus mitsukurii, Trissolcus oeneus, Trissolcus oenone und Trissolcus ogyges.
Zu den natürlichen Feinden der Nymphen und adulten Wanzen gehören neben der Raubwanze Pristhesancus plagipennis weitere räuberische Wanzen, Mantidae und Spinnen. Außerdem werden viele Wanzeneier von Ameisen und Netzflüglerlarven vertilgt.